# فضل الله زاهدي
فضل الله زاهدي (بالفارسية: فضل‌الله زاهدی) قائد عسكري إيراني، تولي منصب رئيس وزراء إيران محل محمد مصدق عقب انقلاب 1953 والذي شارك فيه، وبعد ان ترك منصبه أصبح سفيرا في الأمم المتحدة، وتوفي عام 1963.